# Beli Mawr
Beli Mawr (in gallese, Beli il Grande) è una divinità ancestrale della mitologia gallese. Fu marito di Dôn e padre di Caswallawn, Arianrhod, Lludd e Llefelys. Altri figli attribuiti a Beli Mawr includono Afallach e Penarddun. Molte dinastie reali medievali del Galles si facevano risalire a lui. 
Secondo l'etimologia prevalente, deriverebbe dalla divinità celtica Beleno, e sarebbe quindi una divinità solare.

## Etimologia
Di solito, anche se non da tutti, viene considerato derivante dalla divinità celtica Beleno. La linguistica storica suggerisce invece che Beli potrebbe derivare da Bolgio, attestato come nome di un condottiero gallico che attaccò la Macedonia nel III secolo a.C. (v. Spedizioni celtiche nei Balcani). L'etimologia è probabilmente correlata all'irlandese Beltane, moderno gaelico "bealtuinn" (1º maggio), che viene dall'irlandese "béalteine", dall'antico irlandese "beltene" o "belltaine", proto-celtico *belo-te(p)niâ (secondo Stokes), che significa "fuoco luminoso". Il nome gallico delle divinità "Belenos" e "Belisama" (forse la stessa divinità, in origine da *belo-nos) vengono dalla stessa fonte, come il "Cym-beline" shakespeariano.

## Genealogia
Nella tradizione medievale gallese Beli Mawr ha spesso il patronimico ap Manogan, e suo padre sarebbe Manogen Druid Eneid. Ciò proverrebbe da una confusione testuale col nome della figura storica di Adminio, figlio di Cunobelino. Attraverso gli storiografi romani Svetonio e Orosio, questo nome divenne poi Bellinus filius Minocanni nella medievale Historia Brittonum. Quindi, sebbene Beli divenne un personaggio separato, nella pseudostoria medievale, da Cunobelino (Cymbeline), egli viene di solito presentato come un sovrano che regnò immediatamente prima della conquista romana della Britannia. Dietro a suo "figlio" Caswallawn si cela inoltre la figura storica di Cassivellauno.
Beli compare anche nella Historia Regum Britanniae di Goffredo di Monmouth come Heli. In quest'opera, Heli è figlio di Digueillo, ed erede di una lunga tradizione di regalità che si fa risalire a Bruto di Britannia. Nelle traduzioni gallesi dell'opera di Goffredo di Monmouth, tuttavia, Heli appare come Beli, e suo padre viene reso come Manogan.